# Ayo Ayo
Ayo Ayo är en ort i Bolivia.   Den ligger i departementet La Paz, i den centrala delen av landet, 400 kilometer nordväst om huvudstaden Sucre. Ayo Ayo ligger 3 888 meter över havet och antalet invånare är 647.
Terrängen runt Ayo Ayo är kuperad österut, men västerut är den platt. Ayo Ayo ligger nere i en dal. Närmaste större samhälle är Patacamaya, 18,1 kilometer sydost om Ayo Ayo. 
Omgivningarna runt Ayo Ayo är i huvudsak ett öppet busklandskap. Runt Ayo Ayo är det ganska glesbefolkat, med 22 invånare per kvadratkilometer.